# Křížaly

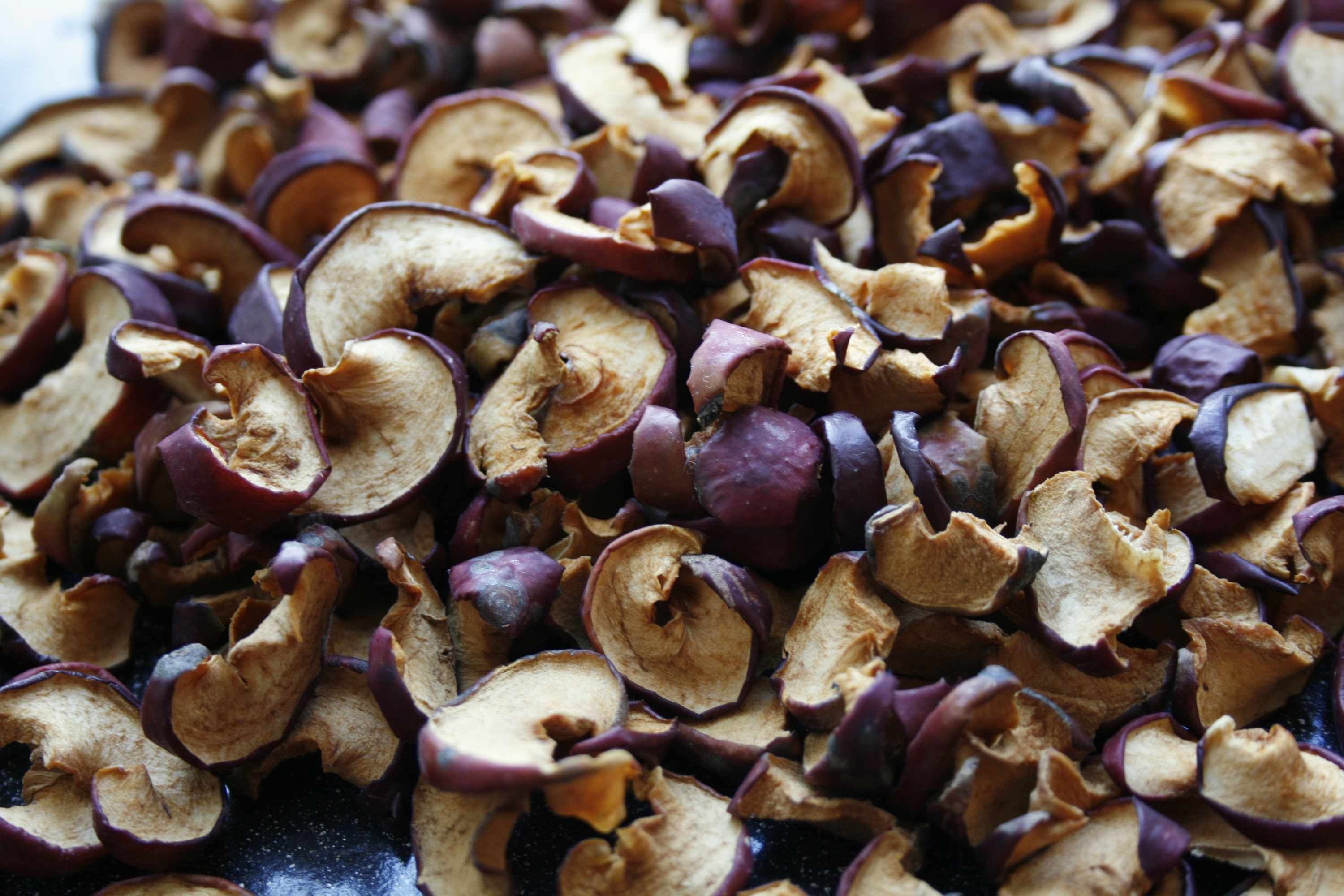
Křížaly

Křížaly (sg. křížala) jsou sušené stroužky nebo plátky jablek. Sušené plátky hrušek se nazývají štěpány. Vyznačují se sladkou až kyselou chutí - to podle použité odrůdy jablek. Jsou měkce tuhé, většinou žluto-hnědé barvy. Tradičně se připravují rozkrájením jablka na stroužky. Suší se na tácech, lískách s nepotištěným papírem, nebo zavěšené na provázku. stopka a jádro se odstraňují vždy, slupka se většinou ponechává. Ve velkovýrobě se suší v sušičkách. Někdy se využívají i jako vánoční dekorace.